# ToonLoop
ToonLoop est un logiciel libre d'animation en direct. Il permet de faire de l'animation en volume, de la pixilation et autre technique d'animation. C'est un projet de Alexandre Quessy et effectué avec l'aide de Tristan Matthews. Ce logiciel rappelle les expérimentations de Norman McLaren et Pierre Hébert. Il a bénéficié d'une résidence à la Société des arts technologiques.